# Currie Cup Premier Division 2001
La Currie Cup Premier Division de 2001 fue la sexagésima tercera edición del principal torneo de rugby provincial de Sudáfrica.
El campeón fue el equipo de Western Province quienes obtuvieron su trigésimo primer campeonato.

## Sistema de disputa
El torneo se disputó en formato liga donde cada equipo se enfrentó a los equipos restantes, luego los mejores cuatro clasificados disputaron semifinales y final.

## Clasificación
| Pos. | Equipo              | Encuentros | Encuentros | Encuentros | Encuentros | Tantos | Tantos | Tantos | PB | PB | Puntos |
| Pos. | Equipo              | PJ         | PG         | PE         | PP         | F      | C      | Dif    | BO | BD | Puntos |
| ---- | ------------------- | ---------- | ---------- | ---------- | ---------- | ------ | ------ | ------ | -- | -- | ------ |
| 1.º  | Western Province    | 7          | 6          | 0          | 1          | 225    | 177    | +48    | 1  | 0  | 25     |
| 2.º  | Natal Sharks        | 7          | 5          | 0          | 2          | 251    | 141    | +110   | 3  | 1  | 24     |
| 3.º  | Golden Lions        | 7          | 5          | 0          | 2          | 250    | 187    | +63    | 4  | 0  | 24     |
| 4.º  | Free State Cheetahs | 7          | 4          | 0          | 3          | 222    | 212    | +10    | 3  | 2  | 21     |
| 5.º  | Falcons             | 7          | 4          | 0          | 3          | 223    | 220    | +3     | 4  | 0  | 20     |
| 6.º  | Pumas               | 7          | 2          | 0          | 5          | 194    | 246    | -52    | 4  | 1  | 13     |
| 7.º  | Blue Bulls          | 7          | 2          | 0          | 5          | 191    | 187    | +4     | 2  | 2  | 12     |
| 8.º  | Griquas             | 7          | 0          | 0          | 7          | 184    | 370    | -186   | 2  | 2  | 4      |

|  | Semifinalistas. |

### Semifinales
| 18 de octubre | Natal Sharks | 16 - 9 | Golden Lions | Kings Park Stadium, Durban |  |

| 18 de octubre | Western Province | 40 - 18 | Free State Cheetahs | Newlands Stadium, Ciudad del Cabo |  |

### Final
| 25 de octubre | Western Province | 29 - 24 | Natal Sharks | Newlands Stadium, Ciudad del Cabo |  |

| Bandera de Sudáfrica     |
| Campeón Western Province |
| Trigésimo primer título  |